# Avenida Olmedo

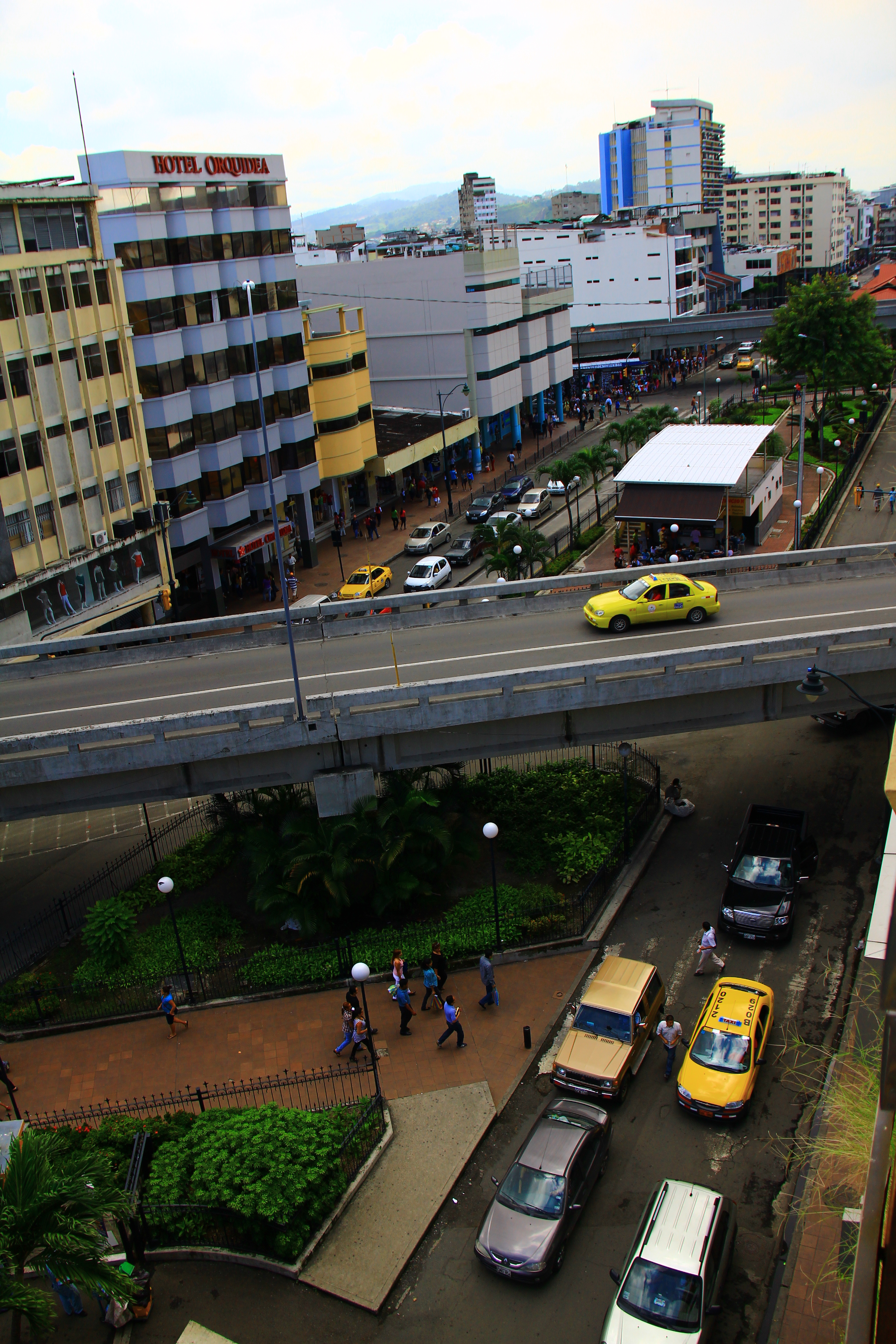
Avenida Olmedo

La Avenida Olmedo  es una de las principales vías de la ciudad ecuatoriana de Guayaquil. Se ubica en el centro de la ciudad y es conocida por ser en el pasado colonial el límite de la ciudad. Empieza desde la calle Boyacá y termina en la Avenida Malecón.

## Historia
En la época colonial a partir del año de 1693 cuando se funda  Ciudad Nueva (Guayaquil) lo que ahora es la avenida, existía un estero que tenía por nombre Saraguro. Según historiadores, ese estero se creó debido a que los antiguos pobladores habían hecho una zanja para proteger la ciudad de posibles ataques provenientes del Sur. Cerca al actual Malecón existía un fortín muy mal hecho por la calidad de sus materiales que tenía por nombre San Carlos y que en una época dicho baluarte había sido administrado por el padre del prócer guayaquileño  José Joaquín de Olmedo. Debido al crecimiento población junto al estero Saraguro se estableció el astillero en el margen norte y poco después  el margen sur también fue ocupado por gente que se desempeñaba en esa labor. Ya en la República, las autoridades locales deciden desecar el viejo estero formándose una calzada que para finales del siglo XIX donde alguna vez estuvo el viejo baluarte de San Carlos se colocó el monumento a Olmedo. Para el 2 de febrero de 1874 la avenida llevó el nombre del ilustre prócer y poeta guayaquileño, pero en 1898 se la denominó Francisco de P. Icaza. Luego, por resolución del 17 de diciembre de ese mismo año tomó la denominación oficial de avenida Olmedo y tiempo después se intervino la calle convirtiéndola en bulevar. El Monumento a Olmedo estuvo originalmente en la intersección con Eloy Alfaro, luego se trasladaría más al este en una especie de redondel, con la remodelación del Malecón se optó por integrarlo en el complejo.
Para conmemorar las celebraciones del Bicentenario de Independencia, el Municipio ha decido levantar un monumento de 18,5 metros en forma de columna algo parecido al del Parque Centenario en el parque central  de la avenida que da hacia el Malecón para recordar este suceso.
Según el plano de Teodoro Wolf (1887), por donde hoy está el instituto Coello y la vieja sede de la Cámara de Comercio había sido el emplazamiento de la fábrica de gas —ocupaba gran parte de la cuadra— que le permitía a la ciudad emplear alumbrado público. Sus linderos eran  por el Norte, solar de Ángela Silva; por el Este, solar que fue del finado Jalon, por el Sur con la calle de Saraguro; y por el Oeste con la de Boyacá. El solar tenía una superficie de 7291 varas cuadradas. Posteriormente, la Compañía de Alumbrado de Gas construye una nueva plata al sur en la gran manzana que lindaba con las calles Industria (Alfaro), San Martín, Chile y General Gómez.
Al este cerca al actual Malecón en la acera sur se encontraba la fundición de hierro de L.P Kuhn establecida en 1845.